# Tiny (televisieserie)
Tiny (Frans: Martine) is een Franse/Belgische animatieserie die gebaseerd is op de gelijknamige boekenreeks die in het Nederlands verscheen onder de naam Tiny. De eerste aflevering van de televisieserie verscheen op 27 augustus 2012. De serie telt 1 seizoen met 52 afleveringen.
In september 2015 werd er een tweede seizoen aangekondigd. Dat tweede seizoen verscheen in september 2016. In mei 2017 verscheen deze televisieserie op de Vlaamse zender vtmKzoom. Deze serie werd nagesynchroniseerd met Vlaamse stemacteurs. Moora Vander Veken sprak de stem in van Tiny.

## Verhaal
De serie draait rond het gewone meisje Tiny (Frans: Martine) dat allerlei gewone dingen beleeft samen met haar hond Poeffie (Frans: Patapouf) en vriendinnen in hun dorpje. Er zijn ook enkele nieuwe personages zoals het meisje Emilie (Frans: Émilie), de dochter van de lokale burgemeester, die Tiny en haar vriendinnen pest.

## Personages
Hieronder volgt een overzicht van een aantal personages.
- Tiny (Frans: Martine), het hoofdpersonage.
- Thomas, de vader van Martine. Hij is een fotograaf.
- Marie, de moeder van Martine. Zij is een dierenarts.
- Jean, de oudere broer van Martine.
- Alain, de jongere broer van Martine.
- Poeffie (Frans: Patapouf), de hond van Martine.
- Claire, een vriendin van Martine
- Julie, een vriendin van Martine.
- Emilie (Frans: Émilie), een vijand van Martine. Ze is de dochter van de lokale burgemeester
- Simon, beste vriend van Jean en stiekem verliefd op Martine.

## Productie
De illustrator Marcel Marlier had nog voor zijn overlijden toestemming gegeven voor deze animatieserie gebaseerd op de boekenreeks.

## Afleveringen
Het eerste seizoen had 52 afleveringen. Een aflevering duurt ongeveer 13 minuten. Hieronder volgt een lijst van de afleveringen. Er verscheen ook een tweede seizoen met 52 afleveringen.
| Nr. Serie | Titel                           |  |
| --------- | ------------------------------- |  |
| 1         | Embrouilles au chocolat         |  |
| 2         | Martine rapporteuse             |  |
| 3         | La fête des mères               |  |
| 4         | Martine déléguée de classe      |  |
| 5         | De fins limiers                 |  |
| 6         | Opération cupidon               |  |
| 7         | Entraînement de choc            |  |
| 8         | Les visiteurs                   |  |
| 9         | L'arbre de Martine              |  |
| 10        | L'exposé de Martine             |  |
| 11        | Le masque africain              |  |
| 12        | Une journée à la boutique       |  |
| 13        | Martine baby-sitter             |  |
| 14        | Martine aux Olympiades          |  |
| 15        | L'école buissonnière            |  |
| 16        | La course d'orientation         |  |
| 17        | Y'a comme un os                 |  |
| 18        | La bague magique                |  |
| 19        | Une princesse de rêve           |  |
| 20        | Une invitée parfaite            |  |
| 21        | Mission M                       |  |
| 22        | Silence, on tourne              |  |
| 23        | Martine reporter                |  |
| 24        | Le mystère de la dame aux chats |  |
| 25        | La maison hantée                |  |
| 26        | Le vide-grenier                 |  |
| 27        | Le concours de Moustache        |  |
| 28        | A cheval sur le règlement       |  |
| 29        | Le bal                          |  |
| 30        | En peinture                     |  |
| 31        | Pépito                          |  |
| 32        | Baignade interdite !            |  |
| 33        | Rendez-vous à la rivière        |  |
| 34        | Traînée de poudre               |  |
| 35        | La chasse au trésor             |  |
| 36        | La croisade nature              |  |
| 37        | La maison des jeunes            |  |
| 38        | Faux journal                    |  |
| 39        | La centenaire                   |  |
| 40        | Sauvez Vincent !                |  |
| 41        | Quel cirque !                   |  |
| 42        | La tombola                      |  |
| 43        | Le monstre de la forêt          |  |
| 44        | Martine mène sa barque          |  |
| 45        | Martine ouvre un restaurant     |  |
| 46        | La journée professionnelle      |  |
| 47        | Une famille formidable          |  |
| 48        | Une journée entre filles        |  |
| 49        | Comme il est mignon             |  |
| 50        | L'arbre maudit                  |  |
| 51        | La retenue                      |  |
| 52        | Je t'aime moi non plus          |  |